# Campionato europeo maschile di pallavolo 2011
Il XXVII campionato europeo maschile di pallavolo si è svolto dal 10 al 18 settembre 2011 a Karlovy Vary e Praga, nella Repubblica Ceca e a Vienna e Innsbruck, in Austria. Alla competizione hanno partecipato 16 squadre nazionali europee e la vittoria finale è andata per la seconda volta alla Serbia.

## Scelta della sede
Sono state 5 le candidature per l'organizzazione del campionato europeo 2011:
- Austria e  Rep. Ceca;
- Bulgaria e  Grecia;
- Danimarca;
- Francia;
- Paesi Bassi.

Il 27 settembre 2008 l'assemblea generale della CEV riunitasi a Madrid ha assegnato l'organizzazione della manifestazione alla candidatura congiunta di Austria e Repubblica Ceca.
Il 19 gennaio 2009 a Praga sono stati ufficialmente firmati i contratti per l'assegnazione della manifestazione ai due paesi.

## Qualificazioni
Al campionato europeo hanno partecipato le due nazionali dei paesi ospitanti, le prime 5 squadre classificate nel campionato del 2009 e 9 squadre provenienti dai gironi di qualificazione.

### Squadre già qualificate
- Austria (Paese ospitante)
- Rep. Ceca (Paese ospitante)
- Polonia (1º posto nel campionato europeo 2009)
- Francia (2º posto nel campionato europeo 2009)
- Bulgaria (3º posto nel campionato europeo 2009)
- Russia (4º posto nel campionato europeo 2009)
- Serbia (5º posto nel campionato europeo 2009)

### Gironi di qualificazione
| Girone A         | Girone B             | Girone C                     | Girone D           | Girone E            | Girone F         |
| ---------------- | -------------------- | ---------------------------- | ------------------ | ------------------- | ---------------- |
| Slovenia         | Finlandia            | Slovacchia                   | Germania           | Italia              | Portogallo       |
| Spagna           | Grecia               | Belgio                       | Estonia            | Turchia             | Paesi Bassi      |
| Ungheria Israele | Lettonia Regno Unito | Ucraina Bosnia ed Erzegovina | Montenegro Croazia | Bielorussia Romania | Macedonia Svezia |

## Sedi delle partite
I 4 impianti che hanno ospitato le partite del campionato europeo sono i seguenti:
|                                                                        |                                                                               |
|                                                                        |                                                                               |
| Wiener Stadthalle Città: Vienna Capienza: 10.000 Anno d'apertura: 1974 | Olympiaworld Innsbruck Città: Innsbruck Capienza: 8.000 Anno d'apertura: 1963 |
|                                                                        |                                                                               |
| KV Arena Città: Karlovy Vary Capienza: 6.000 Anno d'apertura: 2009     | O2 Arena Città: Praga Capienza: 17.000 Anno d'apertura: 2004                  |

## Gironi
Dopo la prima fase a gironi, le prime classificate hanno acceduto direttamente ai quarti di finale, mentre le seconde e le terze hanno affrontato gli ottavi di finale: gli accoppiamenti per gli ottavi è stato tra le squadre del girone A con quello C e le squadre del girone B con quello D. Le vincenti degli ottavi hanno acceduto ai quarti dove hanno affrontato le vincenti dei gironi: le quattro squadre vincitrici hanno acceduto alle semifinali e finali per 1º e 3º posto.
| Girone A                        | Girone B                            | Girone C                        | Girone D                             |
| ------------------------------- | ----------------------------------- | ------------------------------- | ------------------------------------ |
| Slovenia Austria Serbia Turchia | Russia Estonia Portogallo Rep. Ceca | Italia Francia Belgio Finlandia | Slovacchia Bulgaria Germania Polonia |

## Fase finale

### Finale 1º e 3º posto
|  | Playoff      | Playoff      |              |          | Quarti di finale | Quarti di finale |         |                 | Semifinali      | Semifinali |  |  | Finale | Finale |
|  |              |              |              |          |                  |                  |         |                 |                 |            |  |  |        |        |
|  |              |              |              |          | Vienna           |                  |         |                 |                 |            |  |  |        |        |
|  | Vienna       |              |              |          |                  |                  |         |                 |                 |            |  |  |        |        |
|  | Italia       | 3            |              |          |                  |                  |         |                 |                 |            |  |  |        |        |
|  | Italia       | 3            | Slovenia     | 2        | Vienna           | Vienna           |         |                 |                 |            |  |  |        |        |
|  |              | Finlandia    | Slovenia     | 2        | Vienna           | Vienna           | 1       |                 |                 |            |  |  |        |        |
|  | Finlandia    | Finlandia    | 3            |          | Italia           | 3                | 1       |                 |                 |            |  |  |        |        |
|  | Finlandia    | Karlovy Vary | 3            |          | Italia           | 3                |         |                 |                 |            |  |  |        |        |
|  | Karlovy Vary | Karlovy Vary |              | Polonia  | 0                |                  |         |                 |                 |            |  |  |        |        |
|  | Karlovy Vary | Karlovy Vary | Slovacchia   | Polonia  | 0                | 0                |         |                 |                 |            |  |  |        |        |
|  | Rep. Ceca    | 1            | Slovacchia   |          |                  | 0                | Vienna  | Vienna          |                 |            |  |  |        |        |
|  | Rep. Ceca    | 1            |              | Polonia  | 3                |                  | Vienna  | Vienna          |                 |            |  |  |        |        |
|  | Polonia      | 3            |              | Polonia  | 3                | Italia           | 1       |                 |                 |            |  |  |        |        |
|  | Polonia      | 3            | Vienna       |          |                  | Italia           | 1       |                 |                 |            |  |  |        |        |
|  | Vienna       | Vienna       |              | Serbia   | 3                |                  |         |                 |                 |            |  |  |        |        |
|  | Vienna       | Vienna       | Serbia       | Serbia   | 3                | 3                |         |                 |                 |            |  |  |        |        |
|  | Francia      | 3            | Serbia       | Vienna   | Vienna           | 3                |         |                 |                 |            |  |  |        |        |
|  | Francia      | 3            |              | Vienna   | Vienna           | Francia          | 1       |                 |                 |            |  |  |        |        |
|  | Turchia      | 1            |              | Serbia   | 3                | Francia          | 1       | Finale 3º posto | Finale 3º posto |            |  |  |        |        |
|  | Turchia      | 1            | Karlovy Vary | Serbia   | 3                |                  |         | Finale 3º posto | Finale 3º posto |            |  |  |        |        |
|  | Karlovy Vary | Karlovy Vary |              | Russia   | 2                |                  | Vienna  | Vienna          |                 |            |  |  |        |        |
|  | Karlovy Vary | Karlovy Vary | Russia       | Russia   | 2                | 3                | Vienna  | Vienna          |                 |            |  |  |        |        |
|  | Bulgaria     | 3            | Russia       |          |                  | 3                | Polonia | 3               |                 |            |  |  |        |        |
|  | Bulgaria     | 3            |              | Bulgaria | 1                |                  | Polonia | 3               |                 |            |  |  |        |        |
|  | Estonia      | 0            |              | Bulgaria | 1                | Russia           | 1       |                 |                 |            |  |  |        |        |
|  | Estonia      | 0            |              |          |                  | Russia           | 1       |                 |                 |            |  |  |        |        |

## Podio

### Campione
Formazione: 1 Nikola Kovačević, 2 Uros Kovačević, 5 Vlado Petković, 6 Miloš Terzić, 7 Dragan Stanković, 8 Filip Vujić, 10 Miloš Nikić, 11 Mihajlo Mitić, 12 Milan Rašić, 14 Ivan Miljković, 15 Saša Starović, 16 Aleksandar Atanasijević, 18 Marko Podraščanin, 19 Nikola Rosić, CT: Igor Kolaković

### Secondo posto
Formazione: 1 Luigi Mastrangelo, 3 Simone Parodi, 4 Andrea Bari, 6 Rocco Barone, 7 Michał Łasko, 8 Gabriele Maruotti, 9 Ivan Zaytsev, 10 Dante Boninfante, 11 Cristian Savani, 12 Simone Buti, 13 Dragan Travica, 14 Andrea Giovi, 15 Emanuele Birarelli, 18 Giulio Sabbi, CT: Mauro Berruto

### Terzo posto
Formazione: 1 Piotr Nowakowski, 2 Paweł Zatorski, 3 Piotr Gruszka, 4 Grzegorz Kosok, 5 Karol Kłos, 6 Bartosz Kurek, 7 Jakub Jarosz, 10 Mateusz Mika, 11 Fabian Drzyzga, 13 Michał Kubiak, 14 Michał Ruciak, 15 Łukasz Żygadło, 16 Krzysztof Ignaczak, 18 Marcin Możdżonek, CT: Andrea Anastasi

## Classifica finale
| Classifica | Squadre    | Qualificazione                                 |
| ---------- | ---------- | ---------------------------------------------- |
| Oro        | Serbia     | Coppa del Mondo 2011 - Campionato europeo 2013 |
| Argento    | Italia     | Coppa del Mondo 2011 - Campionato europeo 2013 |
| Bronzo     | Polonia    |                                                |
| 4          | Russia     | Campionato europeo 2013                        |
| 5          | Slovacchia | Campionato europeo 2013                        |
| 6          | Bulgaria   | Campionato europeo 2013                        |
| 7          | Francia    |                                                |
| 8          | Finlandia  |                                                |
| 9          | Slovenia   |                                                |
| 10         | Rep. Ceca  |                                                |
| 11         | Turchia    |                                                |
| 12         | Estonia    |                                                |
| 13         | Belgio     |                                                |
| 14         | Portogallo |                                                |
| 15         | Germania   |                                                |
| 16         | Austria    |                                                |